# Val-des-Marais
Val-des-Marais est une commune française, située dans le département de la Marne en région Grand Est.
La commune a été créée en 1977 par la fusion de quatre communes : Aulnay-aux-Planches, Aulnizeux, Coligny et Morains.

## Géographie
| Vert-Toulon | Étréchy          | Bergères-les-Vertus |
|             | Val-des-Marais   | Pierre-Morains      |
| Bannes      | Fère-Champenoise | Écury-le-Repos      |

### Hydrographie

#### Réseau hydrographique
La commune est dans la région hydrographique « la Seine de sa source au confluent de l'Oise (exclu) » au sein du bassin Seine-Normandie. Elle est drainée par le Petit Morin, Chaussée Athalie, le canal 01 de Coligny, le Grand Marais, Marais de Chaudin et,.
Le Petit Morin, d'une longueur de 86 km, prend sa source dans la commune  et se jette  dans la Marne à La Ferté-sous-Jouarre, après avoir traversé 29 communes.

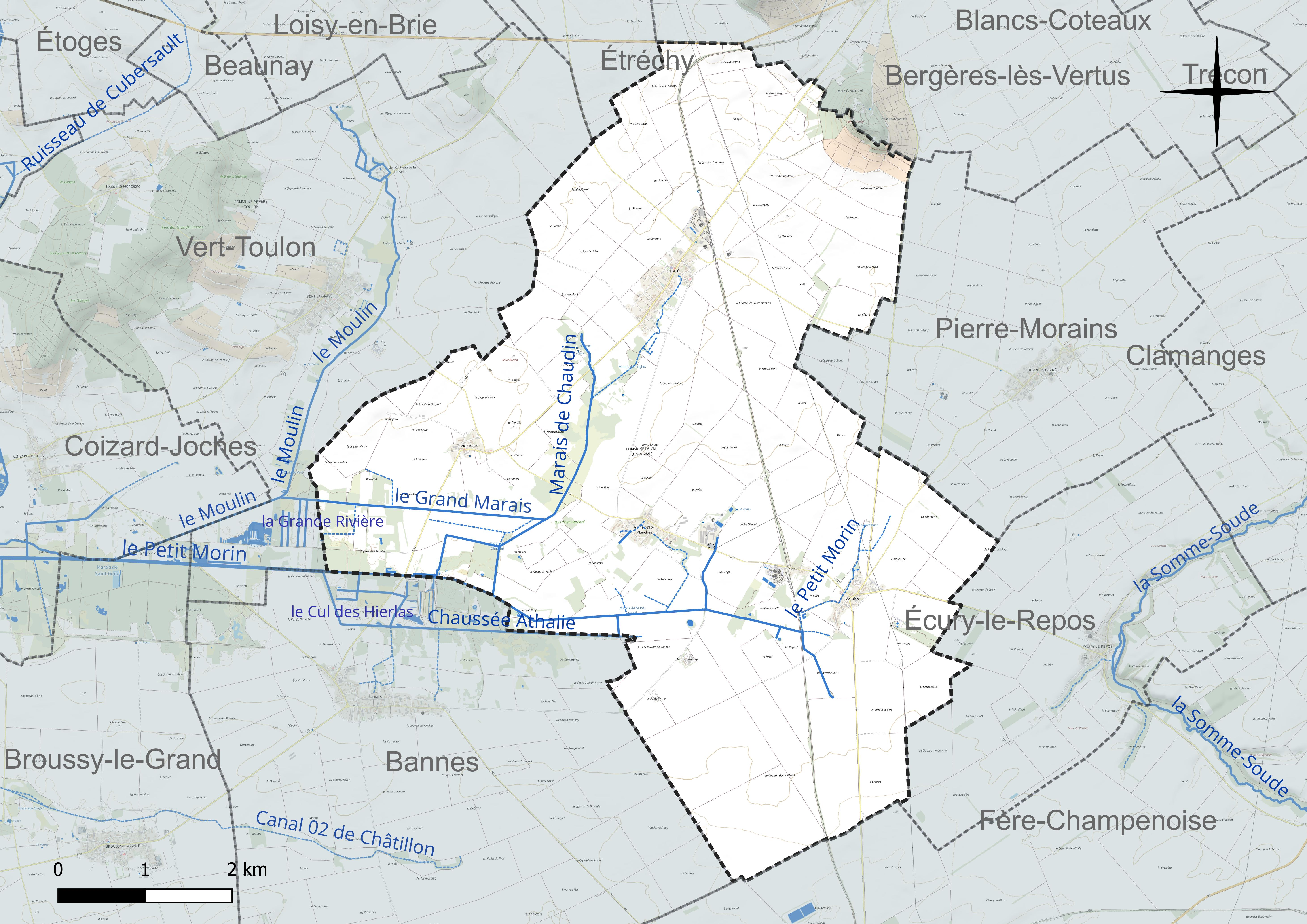
Réseau hydrographique de Val-des-Marais.

#### Gestion et qualité des eaux
Le territoire communal est couvert par le schéma d'aménagement et de gestion des eaux (SAGE) « Petit et Grand Morin ». Ce document de planification concerne le territoire des bassins versants du Petit Morin (630 km2) et du Grand Morin (1 185 km2) et se répartit sur trois départements (la Marne, l'Aisne et la Seine-et-Marne). Il a été approuvé le 21 octobre 2016. La structure porteuse de l'élaboration et de la mise en œuvre est le Syndicat mixte d'aménagement et de gestion des eaux (SMAGE) - EPAGE.
La qualité des cours d’eau peut être consultée sur un site dédié géré par les agences de l’eau et l’Agence française pour la biodiversité.

### Climat
Pour des articles plus généraux, voir Climat du Grand Est et Climat de la Marne.
En 2010, le climat de la commune est de type climat océanique dégradé des plaines du Centre et du Nord, selon une étude du Centre national de la recherche scientifique s'appuyant sur une série de données couvrant la période 1971-2000. En 2020, Météo-France publie une typologie des climats de la France métropolitaine dans laquelle la commune est exposée à un climat océanique altéré et est dans la région climatique  Nord-est du bassin Parisien, caractérisée par un ensoleillement médiocre, une pluviométrie moyenne régulièrement répartie au cours de l’année et un hiver froid (3 °C).
Pour la période 1971-2000, la température annuelle moyenne est de 10,4 °C, avec une amplitude thermique annuelle de 15,9 °C. Le cumul annuel moyen de précipitations est de 742 mm, avec 11,7 jours de précipitations en janvier et 7,8 jours en juillet. Pour la période 1991-2020, la température moyenne annuelle observée sur la station météorologique de Météo-France la plus proche, « Chouilly », sur la commune de Chouilly à 20 km à vol d'oiseau, est de 11,4 °C et le cumul annuel moyen de précipitations est de 668,9 mm. 
La température maximale relevée sur cette station est de 40,3 °C, atteinte le 25 juillet 2019 ; la température minimale est de −12,3 °C, atteinte le 5 février 2012,,.
Les paramètres climatiques de la commune ont été estimés pour le milieu du siècle (2041-2070) selon différents scénarios d'émission de gaz à effet de serre à partir des nouvelles projections climatiques de référence DRIAS-2020. Ils sont consultables sur un site dédié publié par Météo-France en novembre 2022.

## Urbanisme

### Typologie
Au 1er janvier 2024, Val-des-Marais est catégorisée commune rurale à habitat dispersé, selon la nouvelle grille communale de densité à sept niveaux définie par l'Insee en 2022.
Elle est située hors unité urbaine. Par ailleurs la commune fait partie de l'aire d'attraction de Blancs-Coteaux, dont elle est une commune de la couronne,. Cette aire, qui regroupe 11 communes, est catégorisée dans les aires de moins de 50 000 habitants,.

### Occupation des sols
L'occupation des sols de la commune, telle qu'elle ressort de la base de données européenne d’occupation biophysique des sols Corine Land Cover (CLC), est marquée par l'importance des territoires agricoles (90,4 % en 2018), une proportion sensiblement équivalente à celle de 1990 (90,2 %). La répartition détaillée en 2018 est la suivante : terres arables (89,5 %), zones humides intérieures (5,5 %), zones urbanisées (3,1 %), cultures permanentes (0,8 %), zones industrielles ou commerciales et réseaux de communication (0,6 %), forêts (0,4 %).
L'évolution de l’occupation des sols de la commune et de ses infrastructures peut être observée sur les différentes représentations cartographiques du territoire : la carte de Cassini (XVIIIe siècle), la carte d'état-major (1820-1866) et les cartes ou photos aériennes de l'IGN pour la période actuelle (1950 à aujourd'hui).

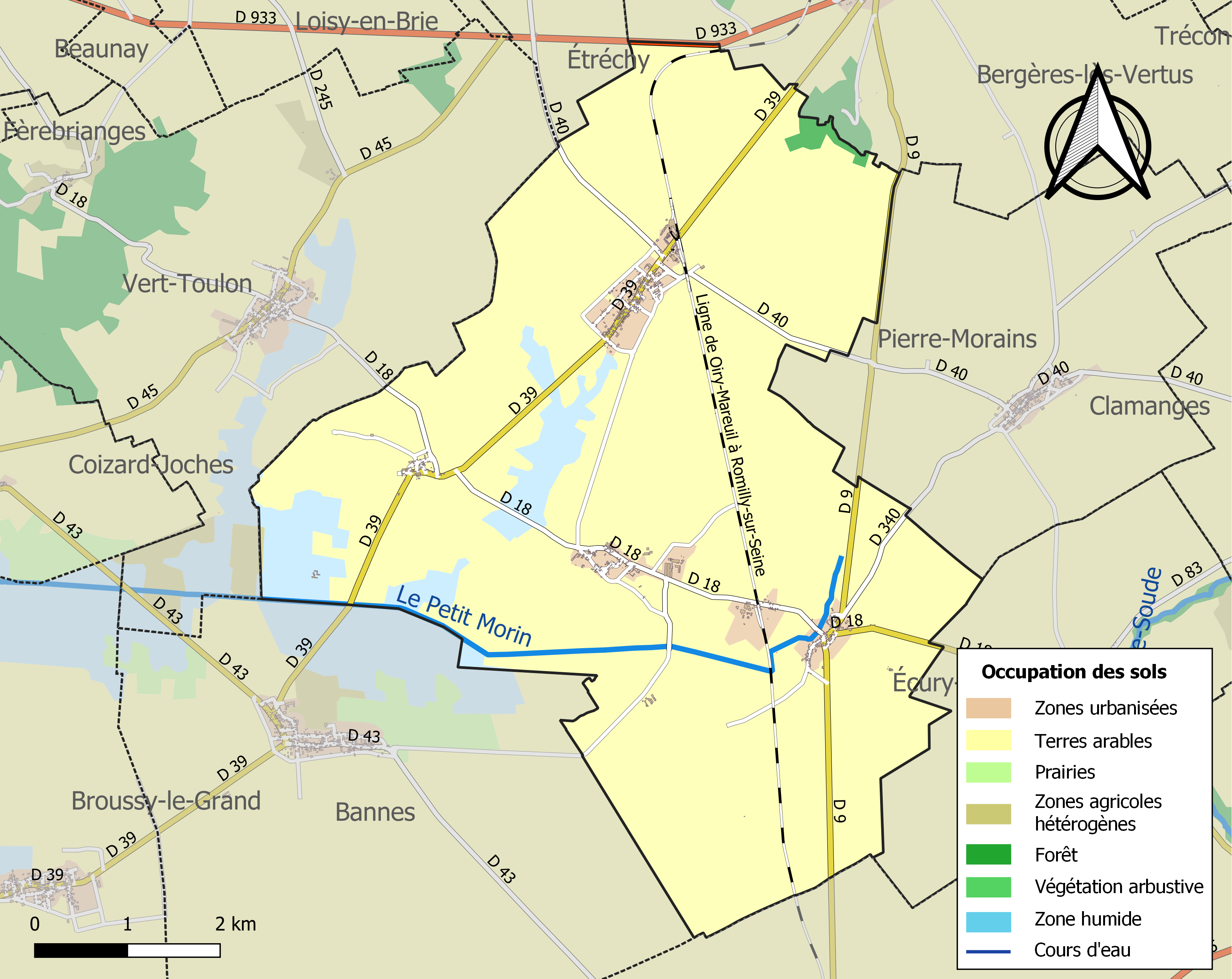
Carte des infrastructures et de l'occupation des sols de la commune en 2018 (CLC).

### Voies de communication et transports
En matière de transports en commun, Val-des-Marais est desservie par la ligne 51R160 des cars Fluo Grand Est entre Fère-Champenoise et Épernay (arrêt situé place de la Mairie à Morains-le-Petit). Membre de la communauté d'agglomération Épernay, Coteaux et Plaine de Champagne, la commune bénéficie également du service de transport à la demande (TAD) du réseau Mouvéo. Elle dispose de plusieurs arrêts (Aulnay-aux-Planches, Aulnizeux, Coligny et Morains) sur la ligne Z à destination d'Épernay et de Vertus, qui propose en 2025 deux allers et deux retours par jour (du lundi au samedi hors jours fériés).

## Toponymie
Par arrêté préfectoral du 30/09/1976, Coligny absorbe les communes d'Aulnay-aux-Planches, d'Aulnizeux et de Morains et prend le nom de Val-des-Marais.

## Histoire
Par décret du 29 mars 2017, la commune est détachée le 31 mars 2017 de l'arrondissement de Châlons-en-Champagne pour intégrer l'arrondissement d'Épernay.

## Politique et administration

### Rattachements administratifs et électoraux

#### Rattachements administratifs
La commune se trouve dans l'arrondissement d'Épernay au sein du département de la Marne et de la région Grand Est. Avant le 31 mars 2017, Val-des-Marais appartenait à l'arrondissement de Châlons-en-Champagne.
Depuis sa création, la commune faisait partie du canton de Vertus. Dans le cadre du redécoupage cantonal de 2014 en France, cette circonscription administrative territoriale a disparu, et le canton n'est plus qu'une circonscription électorale.

#### Rattachements électoraux
Pour les élections départementales, la commune fait partie depuis 2014 du canton de Vertus-Plaine Champenoise.
Pour l'élection des députés, elle fait partie de la cinquième circonscription de la Marne.

### Intercommunalité
Val-des-Marais était membre de la communauté de communes de la Région de Vertus, un établissement public de coopération intercommunale (EPCI) à fiscalité propre créé en 1994 et auquel la commune avait transféré un certain nombre de ses compétences, dans les conditions déterminées par le Code général des collectivités territoriales.
Dans le cadre des dispositions de la loi portant nouvelle organisation territoriale de la République du 7 août 2015, qui prévoit que les établissements publics de coopération intercommunale (EPCI) à fiscalité propre doivent avoir un minimum de 15 000 habitants, cette intercommunalité a fusionné avec la communauté de communes Épernay Pays de Champagne pour former, le 1er janvier 2017, la communauté d'agglomération Épernay, Coteaux et Plaine de Champagne, dont est désormais membre la commune.
Val-des-Marais est par ailleurs membre d'un EPCI sans fiscalité propre, le SIVU d'études et d'aménagement des Marais de Saint-Gond.

### Liste des maires
| Période                                  | Période                      | Identité       | Étiquette | Qualité |
| ---------------------------------------- | ---------------------------- | -------------- | --------- | ------- |
| Les données manquantes sont à compléter. |                              |                |           |         |
| mars 2008                                | mars 2014                    | Lucien Gibart  |           |         |
| mars 2014                                | En cours (au 4 juillet 2014) | Georges Gentil |           |         |

### Jumelages
Au 1er janvier 2023, Val-des-Marais n'est jumelée avec aucune ville.

## Équipements et services publics

### Eau et déchets
L'approvisionnement en eau potable et l'assainissement des eaux usées sont des compétences de la communauté d'agglomération Épernay Agglo Champagne, gérées par le biais de son service « Régie Eau et Assainissement » depuis le 1er janvier 2022. La commune de Val-des-Marais est alimentée en eau potable par deux captages situés sur son territoire.
La communauté d'agglomération est également compétente en matière de déchets. La collecte des ordures ménagères résiduelles, des déchets recyclables et des biodéchets est réalisée en porte à porte, par mise à disposition de trois bacs distincts. La communauté d'agglomération adhèrant au syndicat de valorisation des ordures ménagères de la Marne (SYVALOM), ces déchets sont amenés au centre de transfert départemental de Pierry puis valorisés sur le site de La Veuve. La collecte du verre et des textiles se fait en apport volontaire. La communauté d'agglomération met par ailleurs trois déchèteries à disposition de ses habitants : à Magenta, Pierry et Voipreux.

### Enseignement
Val-des-Marais fait partie de l'académie de Reims.
Le regroupement pédagogique du Val-des-Marais accueille les enfants d'Étréchy, Écury-le-Repos, Givry-lès-Loisy, Loisy-en-Brie, Pierre-Morains, Soulières, Val-des-Marais et Vert-Toulon. L'école primaire, installée chemin des Hauts, compte 85 élèves (chiffres 2024-2025).
Les enfants de Val-des-Marais sont ensuite rattachés au collège Eustache Deschamps de Blancs-Coteaux et au lycée Stéphane-Hessel d'Épernay.

### Postes et télécommunications
La commune dispose d'une agence postale communale, installée rue de Saint-Gond à Coligny. En dehors de cette agence, le bureau de poste le plus proche est situé à Vertus. Plusieurs boîtes aux lettres de La Poste se trouvent par ailleurs à sur le territoire communal : rue de Saint-Fal à Aulnay-aux-Planches, rue des Grisards et rue principale à Aulnizeux, rue de Saint-Gond à Coligny et rue du Tuilet à La Gare.

### Justice, sécurité et secours
Du point de vue judiciaire, Val-des-Marais relève du conseil de prud'hommes, du tribunal de commerce, du tribunal de proximité, du tribunal judiciaire, du tribunal paritaire des baux ruraux et du tribunal pour enfants de Châlons-en-Champagne, dans le ressort de la cour d'appel de Reims. Pour le contentieux administratif, la commune dépend du tribunal administratif de Châlons-en-Champagne et de la cour administrative d'appel de Nancy.
Val-des-Marais est située en secteur Gendarmerie nationale et dépend de la brigade de Blancs-Coteaux.
En matière d'incendie et de secours, les casernes les plus proches sont celles de Fère-Champenoise et de Vertus, rattachées au Service départemental d'incendie et de secours (SDIS) de la Marne.

## Démographie
L'évolution du nombre d'habitants est connue à travers les recensements de la population effectués dans la commune depuis 1793. Pour les communes de moins de 10 000 habitants, une enquête de recensement portant sur toute la population est réalisée tous les cinq ans, les populations de référence des années intermédiaires étant quant à elles estimées par interpolation ou extrapolation. Pour la commune, le premier recensement exhaustif entrant dans le cadre du nouveau dispositif a été réalisé en 2008.

En 2022, la commune comptait 561 habitants, en évolution de −0,88 % par rapport à 2016 (Marne : −1,19 %, France hors Mayotte : +2,11 %).
| 1793 | 1800 | 1806 | 1821 | 1831 | 1836 | 1841 | 1846 | 1851 |
| ---- | ---- | ---- | ---- | ---- | ---- | ---- | ---- | ---- |
| 269  | 239  | 260  | 271  | 308  | 316  | 319  | 322  | 314  |

| 1856 | 1861 | 1866 | 1872 | 1876 | 1881 | 1886 | 1891 | 1896 |
| ---- | ---- | ---- | ---- | ---- | ---- | ---- | ---- | ---- |
| 298  | 279  | 284  | 290  | 239  | 250  | 252  | 236  | 235  |

| 1901 | 1906 | 1911 | 1921 | 1926 | 1931 | 1936 | 1946 | 1954 |
| ---- | ---- | ---- | ---- | ---- | ---- | ---- | ---- | ---- |
| 238  | 257  | 255  | 219  | 221  | 215  | 228  | 228  | 276  |

| 1962 | 1968 | 1975 | 1982 | 1990 | 1999 | 2006 | 2008 | 2013 |
| ---- | ---- | ---- | ---- | ---- | ---- | ---- | ---- | ---- |
| 282  | 310  | 288  | 525  | 532  | 490  | 544  | 559  | 568  |

| 2018 | 2022 | - | - | - | - | - | - | - |
| ---- | ---- | - | - | - | - | - | - | - |
| 567  | 561  | - | - | - | - | - | - | - |

## Économie

### Revenus de la population et fiscalité
En 2021, la commune compte 222 ménages fiscaux, regroupant 562 personnes.
Le revenu disponible par unité de consommation est alors de 24 300 €, supérieur à celui de la communauté d'agglomération d'Épernay (23 370 €), du département de la Marne (22 830 €) et de la France métropolitaine (23 080 €). Pour des raisons de secret statistique, le taux de pauvreté à Val-des-Marais n'est pas communiqué par l'Insee.
En matière de fiscalité locale des particuliers, les taux globaux appliqués à Val-des-Marais en 2024 sont de 32,67 % pour la taxe foncière sur les propriétés bâties (contre 38,33 % à l'échelle départementale), 31,58 % pour la taxe foncière sur les propriétés non bâties (contre 37,65 %), 24,75 % pour la taxe d'habitation sur les résidences secondaires et les logements vacants (contre 24,16 %) et 9,38 % pour la taxe d'enlèvement des ordures ménagères (contre 10,88 %).

### Emploi
Val-des-Marais appartient à la zone d'emploi d'Épernay.
En 2022, le taux d'activité des 15-64 ans est de 77,9 %, identique à celui de la communauté d'agglomération (77,9 %) et supérieur à celui du département (74,6 %) et de la France métropolitaine (75,3 %). Pour cette même catégorie de population, le taux de chômage est de seulement 3,6 % contre 11  % pour la communauté d'agglomération, 11,8 % pour la Marne et 11,3 % pour la France métropolitaine.
En 2022, Val-des-Marais compte 165 emplois, dont 71,7 % de salariés et 28,3 % de non-salariés. Avec 260 actifs y résidant, la commune a alors un indicateur de concentration d'emploi de 63,3. Dans les faits, 27,1 % des actifs résidant à Val-des-Marais y travaillent tandis que 72,9 % travaillent dans une autre commune.

### Entreprises, commerces et agriculture
En 2022, Val-des-Marais compte 47 établissements économiquement actifs (hors agriculture).
En termes de commerces, la commune compte deux salons de coiffure en 2024.
En 2020, Val-des-Marais compte 50 exploitations agricoles, pour une surface agricole utilisée de 4 423 hectares et 44 emplois à temps plein. Selon l'Agreste, la production agricole de la commune est spécialisée dans les grandes cultures.

## Culture locale et patrimoine

### Lieux et monuments

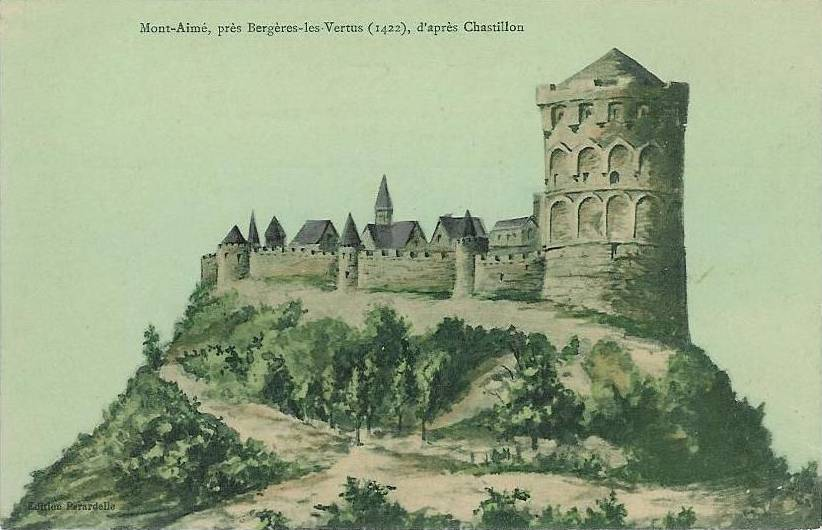
Le château du Mont AImé en 1422.

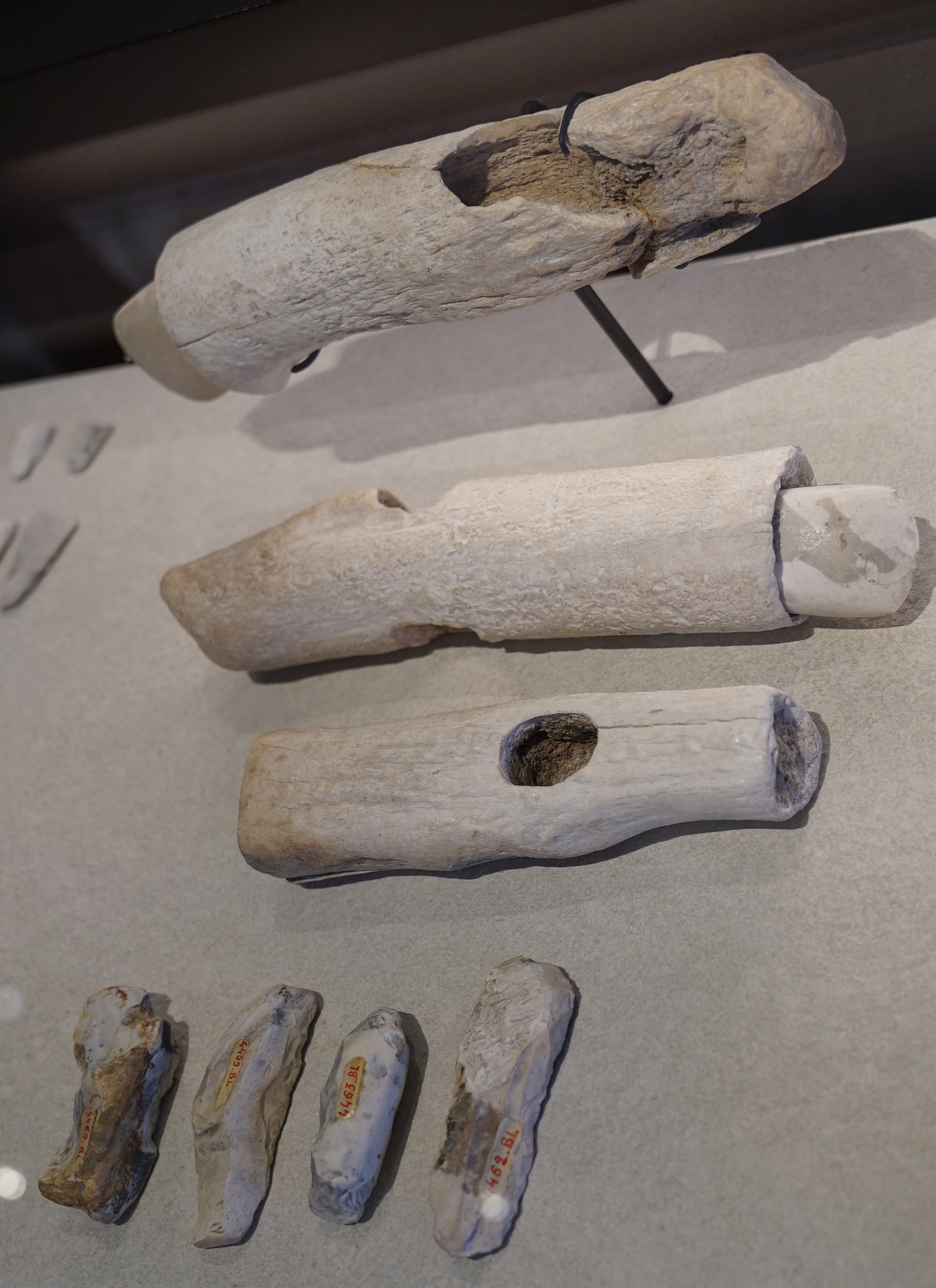
Haches préhistoriques, Aulnay.

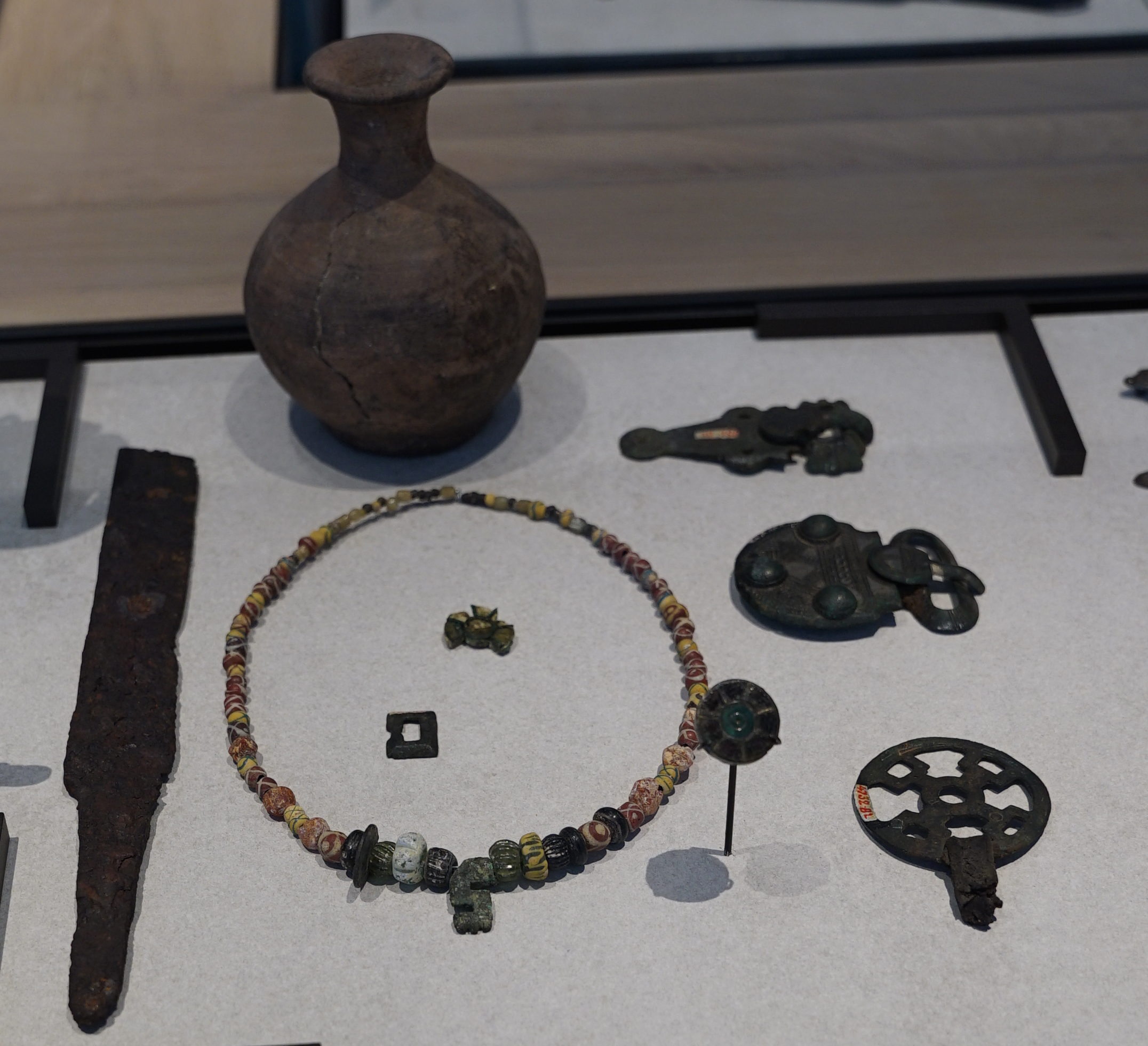
Objets du VIIe siècle trouvé à Aulnizeux.

- Le Château d'Aulnay-aux-Planches à Val-des-Marais - 51130
- Église Saint-Fal[42] d'Aulnay-aux-Planches. Saint Fal prisonnier de l'armée de Clovis, est vendu comme esclave et racheté par saint Aventin, alors évêque de Troyes, qui le fait abbé. Il meurt au milieu du VIe siècle.
- Des fouilles archéologiques mirent au jour la présence de tombes mérovingiennes, les objets comme des fibules et collier en perles de verre se trouvent dans le fonds archéologique du musée d'Épernay.
- Val-des-Marais est située sur la route touristique du Champagne
- Marais de Saint-Gond
- Coligny : village fleuri
- Église Saint-Sulpice de Coligny : retable du XVIe siècle (1510)
- Église Saint-Alpin de Morains
- Église Saint-Martin d'Aulnizeux
- Mont Aimé et son château à Coligny
- Gîte rural (Aulnay-aux-Planches)
- Lieu-dit la Plaque : dolmen[43] classé Monument Historique le 29/07/1937
- Usine de déshydratation
- Distillerie
- Producteurs de Champagne